# کدو تنبل (فیلم)
کدو تنبل (انگلیسی: Pumpkin) فیلمی در ژانر کمدی رمانتیک و کمدی-درام است که در سال ۲۰۰۲ منتشر شد.

## بازیگران
- برندا بلتین
- ایمی آدامز
- کارولین آرون
- کریستینا ریچی
- دامینیک سوین
- هری لنیکس
- ژولیو اسکار مچوسو
- ملیسا مک‌کارتی
- مایکل باکال
- نینا فوخ
- ساموئل بال
- میشل کروزیک
- ماریسا کافلان